# Olympische Jugend-Winterspiele 2020/Teilnehmer (Rumänien)
| Gelbes Symbol für Goldmedaillen mit stilisierten Olympischen Ringen | Graues Symbol für Silbermedaillen mit stilisierten Olympischen Ringen | Braundes Symbol für Bronzemedaillen mit stilisierten Olympischen Ringen |
| ------------------------------------------------------------------- | --------------------------------------------------------------------- | ----------------------------------------------------------------------- |
| 2                                                                   | —                                                                     | —                                                                       |

Rumänien nahm an den Olympischen Jugend-Winterspielen 2020 im Schweizerischen Lausanne mit 35 Athleten (19 Mädchen und 16 Jungen) in 10 Sportarten teil.

## Medaillen

### Medaillenspiegel
| Rang   | Sportart | Gold | Silber | Bronze | Gesamt |
| ------ | -------- | ---- | ------ | ------ | ------ |
| 1      | Bob      | 2    | —      | —      | 2      |
| Gesamt | Gesamt   | 2    | 0      | 0      | 2      |

### Medaillengewinner
| Name/n             | Sportart       | Wettkampf  |
| ------------------ | -------------- | ---------- |
| Gold               |                |            |
| Andrei Robert Nica | Bob            | Monobob    |
| Georgeta Popescu   | Bob            | Monobob    |
| Bronze             |                |            |
| Ramona Ionel 1     | Eisschnelllauf | Teamsprint |

## Teilnehmer nach Sportarten

### Biathlon
| Athleten                                                   | Wettbewerbe          | Zeit        | Fehler       | Rang |
| ---------------------------------------------------------- | -------------------- | ----------- | ------------ | ---- |
| Jungen                                                     |                      |             |              |      |
| Marian Folea                                               | 7,5 km Sprint        | 25:37,2 min | 9 (4+5)      | 91   |
| Marian Folea                                               | 12 km Einzel         | 43:03,3 min | 10 (3+1+4+2) | 79   |
| Nicolae Gîrbacea                                           | 7,5 km Sprint        | 23:25,4 min | 5 (3+2)      | 69   |
| Nicolae Gîrbacea                                           | 12 km Einzel         | 41:59,8 min | 8 (2+3+1+2)  | 67   |
| Zalán Kovács                                               | 7,5 km Sprint        | 22:47,0 min | 3 (0+3)      | 54   |
| Zalán Kovács                                               | 12 km Einzel         | DSQ         | DSQ          | DSQ  |
| Mädchen                                                    |                      |             |              |      |
| Blanka Borbély                                             | 6 km Sprint          | 24:09,1 min | 3 (0+3)      | 84   |
| Blanka Borbély                                             | 10 km Einzel         | 45:26,9 min | 9 (1+4+0+4)  | 86   |
| Andrea Csutak                                              | 6 km Sprint          | 23:45,2 min | 3 (2+1)      | 81   |
| Andrea Csutak                                              | 10 km Einzel         | 42:34,3 min | 8 (2+4+0+2)  | 74   |
| Zsülett Demian                                             | 6 km Sprint          | 25:18,8 min | 4 (2+2)      | 86   |
| Zsülett Demian                                             | 10 km Einzel         | 47:13,5 min | 10 (2+1+4+3) | 88   |
| Mixed                                                      |                      |             |              |      |
| Andrea Csutak Nicolae Girbacea                             | Single Mixed-Staffel | 47:42,9 min | 1+6 2+10     | 20   |
| Andrea Csutak Blanka Borbély Zalán Kovács Nicolae Gîrbacea | Mixed-Staffel        | 1:27:14,9 h | 5+11 3+9     | 22   |

### Bob
| Athlet             | Wettbewerb | Lauf 1      | Lauf 1 | Lauf 2      | Lauf 2 | Gesamt      | Gesamt |
| Athlet             | Wettbewerb | Zeit        | Rang   | Zeit        | Rang   | Zeit        | Rang   |
| ------------------ | ---------- | ----------- | ------ | ----------- | ------ | ----------- | ------ |
| Jungen             |            |             |        |             |        |             |        |
| Andrei Robert Nica | Monobob    | 1:12,81 min | 2      | 1:11,99 min | 1      | 2:24,80 min | Gold   |
| Mädchen            |            |             |        |             |        |             |        |
| Georgeta Popescu   | Monobob    | 1:13,44 min | 1      | 1:13,40 min | 1      | 2:26,84 min | Gold   |
| Maria Sârbu        | Monobob    | 1:15,20 min | 11     | 1:15,51 min | 13     | 2:30,71 min | 14     |

### Eishockey
| Mannschaft  | Athleten | Vorrunde       | Vorrunde  | Halbfinale    | Halbfinale    | Finale/Spiel um Bronze | Finale/Spiel um Bronze | Rang |
| Mannschaft  | Athleten | Gegner         | Ergebnis  | Gegner        | Ergebnis      | Gegner                 | Ergebnis               | Rang |
| ----------- | --- | -------------- | --------- | ------------- | ------------- | ---------------------- | ---------------------- | ---- |
| Jungen      | |                |           |               |               |                        |                        |      |
| _ Team Gelb | Tibo Van Reeth Csongor Antal Yassin Soubra Tommaso Madaschi David Guilabert Ryan Kolgen Miha Beričič Andrej Muraschko Oskar Bakkevig Šimon Slavíček Daniel Valencia Loris Uberti Lukas Heuberger                      | _ Team Grün    | 5:10      | ausgeschieden | ausgeschieden | ausgeschieden          | ausgeschieden          | 7    |
| _ Team Gelb | Tibo Van Reeth Csongor Antal Yassin Soubra Tommaso Madaschi David Guilabert Ryan Kolgen Miha Beričič Andrej Muraschko Oskar Bakkevig Šimon Slavíček Daniel Valencia Loris Uberti Lukas Heuberger                      | _ Team Grau    | 8:11      | ausgeschieden | ausgeschieden | ausgeschieden          | ausgeschieden          | 7    |
| _ Team Gelb | Tibo Van Reeth Csongor Antal Yassin Soubra Tommaso Madaschi David Guilabert Ryan Kolgen Miha Beričič Andrej Muraschko Oskar Bakkevig Šimon Slavíček Daniel Valencia Loris Uberti Lukas Heuberger                      | _ Team Orange  | 9:4       | ausgeschieden | ausgeschieden | ausgeschieden          | ausgeschieden          | 7    |
| _ Team Gelb | Tibo Van Reeth Csongor Antal Yassin Soubra Tommaso Madaschi David Guilabert Ryan Kolgen Miha Beričič Andrej Muraschko Oskar Bakkevig Šimon Slavíček Daniel Valencia Loris Uberti Lukas Heuberger                      | _ Team Schwarz | 7:19      | ausgeschieden | ausgeschieden | ausgeschieden          | ausgeschieden          | 7    |
| _ Team Gelb | Tibo Van Reeth Csongor Antal Yassin Soubra Tommaso Madaschi David Guilabert Ryan Kolgen Miha Beričič Andrej Muraschko Oskar Bakkevig Šimon Slavíček Daniel Valencia Loris Uberti Lukas Heuberger                      | _ Team Blau    | 13:8      | ausgeschieden | ausgeschieden | ausgeschieden          | ausgeschieden          | 7    |
| _ Team Gelb | Tibo Van Reeth Csongor Antal Yassin Soubra Tommaso Madaschi David Guilabert Ryan Kolgen Miha Beričič Andrej Muraschko Oskar Bakkevig Šimon Slavíček Daniel Valencia Loris Uberti Lukas Heuberger                      | _ Team Rot     | 13:15     | ausgeschieden | ausgeschieden | ausgeschieden          | ausgeschieden          | 7    |
| _ Team Gelb | Tibo Van Reeth Csongor Antal Yassin Soubra Tommaso Madaschi David Guilabert Ryan Kolgen Miha Beričič Andrej Muraschko Oskar Bakkevig Šimon Slavíček Daniel Valencia Loris Uberti Lukas Heuberger                      | _ Team Braun   | 6:8       | ausgeschieden | ausgeschieden | ausgeschieden          | ausgeschieden          | 7    |
| Mädchen     | |                |           |               |               |                        |                        |      |
| _ Team Grau | Siria Dore Valentina Vrhoci Lina Meijer Emilia Munteanu Ilary Larese De Pasqua Zhang Shuqi Markéta Mazancová Jekaterina Dawletschina Ebony Brunt Lee Eun-ji Dorottya Gengeliczky Sofie van Dueren Jelizaveta Stadnika | _ Team Blau    | 9:8       | ausgeschieden | ausgeschieden | ausgeschieden          | ausgeschieden          | 6    |
| _ Team Grau | Siria Dore Valentina Vrhoci Lina Meijer Emilia Munteanu Ilary Larese De Pasqua Zhang Shuqi Markéta Mazancová Jekaterina Dawletschina Ebony Brunt Lee Eun-ji Dorottya Gengeliczky Sofie van Dueren Jelizaveta Stadnika | _ Team Gelb    | 11:8      | ausgeschieden | ausgeschieden | ausgeschieden          | ausgeschieden          | 6    |
| _ Team Grau | Siria Dore Valentina Vrhoci Lina Meijer Emilia Munteanu Ilary Larese De Pasqua Zhang Shuqi Markéta Mazancová Jekaterina Dawletschina Ebony Brunt Lee Eun-ji Dorottya Gengeliczky Sofie van Dueren Jelizaveta Stadnika | _ Team Braun   | 6:16      | ausgeschieden | ausgeschieden | ausgeschieden          | ausgeschieden          | 6    |
| _ Team Grau | Siria Dore Valentina Vrhoci Lina Meijer Emilia Munteanu Ilary Larese De Pasqua Zhang Shuqi Markéta Mazancová Jekaterina Dawletschina Ebony Brunt Lee Eun-ji Dorottya Gengeliczky Sofie van Dueren Jelizaveta Stadnika | _ Team Rot     | 13:9      | ausgeschieden | ausgeschieden | ausgeschieden          | ausgeschieden          | 6    |
| _ Team Grau | Siria Dore Valentina Vrhoci Lina Meijer Emilia Munteanu Ilary Larese De Pasqua Zhang Shuqi Markéta Mazancová Jekaterina Dawletschina Ebony Brunt Lee Eun-ji Dorottya Gengeliczky Sofie van Dueren Jelizaveta Stadnika | _ Team Grün    | 6:14      | ausgeschieden | ausgeschieden | ausgeschieden          | ausgeschieden          | 6    |
| _ Team Grau | Siria Dore Valentina Vrhoci Lina Meijer Emilia Munteanu Ilary Larese De Pasqua Zhang Shuqi Markéta Mazancová Jekaterina Dawletschina Ebony Brunt Lee Eun-ji Dorottya Gengeliczky Sofie van Dueren Jelizaveta Stadnika | _ Team Schwarz | 8:16      | ausgeschieden | ausgeschieden | ausgeschieden          | ausgeschieden          | 6    |
| _ Team Grau | Siria Dore Valentina Vrhoci Lina Meijer Emilia Munteanu Ilary Larese De Pasqua Zhang Shuqi Markéta Mazancová Jekaterina Dawletschina Ebony Brunt Lee Eun-ji Dorottya Gengeliczky Sofie van Dueren Jelizaveta Stadnika | _ Team Orange  | 5:2       | ausgeschieden | ausgeschieden | ausgeschieden          | ausgeschieden          | 6    |
| _ Team Rot  | Sonia David Valeria Ansoleaga Kao Wei-ting Nie Xinrui Abby Rowbotham Zoé Mächler Mila Lutteral Barbora Kapičáková Alina Itschajewa Bea Storesund Andrea Trnková Felicity Luby Anita Origlio                           | _ Team Orange  | 6:8       | ausgeschieden | ausgeschieden | ausgeschieden          | ausgeschieden          | 7    |
| _ Team Rot  | Sonia David Valeria Ansoleaga Kao Wei-ting Nie Xinrui Abby Rowbotham Zoé Mächler Mila Lutteral Barbora Kapičáková Alina Itschajewa Bea Storesund Andrea Trnková Felicity Luby Anita Origlio                           | _ Team Schwarz | 12:9      | ausgeschieden | ausgeschieden | ausgeschieden          | ausgeschieden          | 7    |
| _ Team Rot  | Sonia David Valeria Ansoleaga Kao Wei-ting Nie Xinrui Abby Rowbotham Zoé Mächler Mila Lutteral Barbora Kapičáková Alina Itschajewa Bea Storesund Andrea Trnková Felicity Luby Anita Origlio                           | _ Team Grün    | 9:8 n. V. | ausgeschieden | ausgeschieden | ausgeschieden          | ausgeschieden          | 7    |
| _ Team Rot  | Sonia David Valeria Ansoleaga Kao Wei-ting Nie Xinrui Abby Rowbotham Zoé Mächler Mila Lutteral Barbora Kapičáková Alina Itschajewa Bea Storesund Andrea Trnková Felicity Luby Anita Origlio                           | _ Team Grau    | 9:13      | ausgeschieden | ausgeschieden | ausgeschieden          | ausgeschieden          | 7    |
| _ Team Rot  | Sonia David Valeria Ansoleaga Kao Wei-ting Nie Xinrui Abby Rowbotham Zoé Mächler Mila Lutteral Barbora Kapičáková Alina Itschajewa Bea Storesund Andrea Trnková Felicity Luby Anita Origlio                           | _ Team Braun   | 11:5      | ausgeschieden | ausgeschieden | ausgeschieden          | ausgeschieden          | 7    |
| _ Team Rot  | Sonia David Valeria Ansoleaga Kao Wei-ting Nie Xinrui Abby Rowbotham Zoé Mächler Mila Lutteral Barbora Kapičáková Alina Itschajewa Bea Storesund Andrea Trnková Felicity Luby Anita Origlio                           | _ Team Gelb    | 15:13     | ausgeschieden | ausgeschieden | ausgeschieden          | ausgeschieden          | 7    |
| _ Team Rot  | Sonia David Valeria Ansoleaga Kao Wei-ting Nie Xinrui Abby Rowbotham Zoé Mächler Mila Lutteral Barbora Kapičáková Alina Itschajewa Bea Storesund Andrea Trnková Felicity Luby Anita Origlio                           | _ Team Blau    | 18:11     | ausgeschieden | ausgeschieden | ausgeschieden          | ausgeschieden          | 7    |

### Eisschnelllauf
| Athleten                                                                     | Wettbewerbe | Zeit        | Rang   |
| ---------------------------------------------------------------------------- | ----------- | ----------- | ------ |
| Mädchen                                                                      |             |             |        |
| llka Füzesy                                                                  | 500 m       | 44,056 s    | 21     |
| llka Füzesy                                                                  | 1500 m      | 2:20,58 min | 23     |
| Ramona Ionel                                                                 | 500 m       | 43,60 s     | 19     |
| Ramona Ionel                                                                 | 1500 m      | 2:20,21 min | 21     |
| Mixed                                                                        |             |             |        |
| Team 9 Serena Pergher Ilka Füzesy Yang Suk-hoon Nil Llop                     | Teamsprint  | 2:06,33 min | 4      |
| Team 14 Ramona Ionel Walerija Sorokoletowa Tuukka Suomalainen Jonathan Tobon | Teamsprint  | 2:05,96 min | Bronze |

| Athleten     | Wettbewerbe | Halbfinale | Halbfinale  | Halbfinale | Finale        | Finale        | Finale        | Rang          |
| Athleten     | Wettbewerbe | Punkte     | Zeit        | Rang       | Punkte        | Zeit          | Rang          | Rang          |
| ------------ | ----------- | ---------- | ----------- | ---------- | ------------- | ------------- | ------------- | ------------- |
| Jungen       |             |            |             |            |               |               |               |               |
| llka Füzesy  | Massenstart | 0          | 6:26,66 min | 13         | ausgeschieden | ausgeschieden | ausgeschieden | ausgeschieden |
| Ramona Ionel | Massenstart | 0          | 7:02,43 min | 13         | ausgeschieden | ausgeschieden | ausgeschieden | ausgeschieden |

### Rennrodeln
| Athlet                                                               | Wettbewerb   | Lauf 1   | Lauf 1 | Lauf 2   | Lauf 2 | Gesamt       | Gesamt |
| Athlet                                                               | Wettbewerb   | Zeit     | Rang   | Zeit     | Rang   | Zeit         | Rang   |
| -------------------------------------------------------------------- | ------------ | -------- | ------ | -------- | ------ | ------------ | ------ |
| Jungen                                                               |              |          |        |          |        |              |        |
| Darius Lucian Şerban                                                 | Einsitzer    | 55,345 s | 13     | 56,652 s | 24     | 1:51,997 min | 17     |
| Sebastian Motzca Răzvan Turea                                        | Doppelsitzer | DNS      | DNS    | DNS      | DNS    | DNS          | DNS    |
| Mädchen                                                              |              |          |        |          |        |              |        |
| Corina Buzățoiu                                                      | Einsitzer    | 55,646 s | 8      | 55,227 s | 7      | 1:50,873 min | 6      |
| Daria Căciulan Petra Maria Tolomey                                   | Doppelsitzer | 57,488 s | 9      | 57,303 s | 7      | 1:54,791 min | 8      |
| Mixed                                                                |              |          |        |          |        |              |        |
| Corina Buzățoiu Darius Lucian Şerban Răzvan Turea / Sebastian Motzca | Teamstaffel  | –        | –      | –        | –      | 2:58,282 min | 5      |

### Ski Alpin
| Athleten             | Wettbewerbe  | 1. Lauf     | 1. Lauf | 2. Lauf     | 2. Lauf | Gesamt      | Gesamt |
| Athleten             | Wettbewerbe  | Zeit        | Rang    | Zeit        | Rang    | Zeit        | Rang   |
| -------------------- | ------------ | ----------- | ------- | ----------- | ------- | ----------- | ------ |
| Jungen               |              |             |         |             |         |             |        |
| Andrei Stănescu      | Riesenslalom | 1:09,66 min | 39      | 1:09,90 min | 32      | 2:19,56 min | 33     |
| Andrei Stănescu      | Slalom       | 42,49 s     | 38      | 45,71 s     | 32      | 1:28,20 min | 30     |
| Andrei Stănescu      | Super-G      | –           | –       | –           | –       | 58,52 s     | 42     |
| Andrei Stănescu      | Kombination  | 58,52 s     | 42      | DNF         | DNF     | DNF         | DNF    |
| Mädchen              |              |             |         |             |         |             |        |
| Diana Andreea Rențea | Riesenslalom | 1:13,69 min | 42      | 1:10,88 min | 31      | 2:24,57 min | 31     |
| Diana Andreea Rențea | Slalom       | DNF         | DNF     | DNF         | DNF     | DNF         | DNF    |
| Diana Andreea Rențea | Super-G      | –           | –       | –           | –       | 1:01,88 min | 40     |
| Diana Andreea Rențea | Kombination  | 1:01,88 min | 40      | 43,30 s     | 31      | 1:45,18 min | 30     |

### Skibergsteigen
| Athleten                                                                              | Wettbewerbe | Qualifikation | Qualifikation | Viertelfinale | Viertelfinale | Halbfinale    | Halbfinale    | Finale        | Finale        | Rang |
| Athleten                                                                              | Wettbewerbe | Zeit          | Rang          | Zeit          | Rang          | Zeit          | Rang          | Zeit          | Rang          | Rang |
| ------------------------------------------------------------------------------------- | ----------- | ------------- | ------------- | ------------- | ------------- | ------------- | ------------- | ------------- | ------------- | ---- |
| Jungen                                                                                |             |               |               |               |               |               |               |               |               |      |
| George Petruț Cotinghiu                                                               | Einzel      | –             | –             | –             | –             | –             | –             | 1:05:57,53 h  | 22            | 22   |
| George Petruț Cotinghiu                                                               | Sprint      | 3:20,58 min   | 22            | 3:13,25 min   | 6             | ausgeschieden | ausgeschieden | ausgeschieden | ausgeschieden | 23   |
| Constantin Surdu                                                                      | Einzel      | –             | –             | –             | –             | –             | –             | 55:56,52 h    | 14            | 14   |
| Constantin Surdu                                                                      | Sprint      | 3:07,74 min   | 15            | 3:11,28 min   | 6             | ausgeschieden | ausgeschieden | ausgeschieden | ausgeschieden | 21   |
| Mädchen                                                                               |             |               |               |               |               |               |               |               |               |      |
| Larisa Daniela Coşofreţ                                                               | Einzel      | –             | –             | –             | –             | –             | –             | 1:16:19,64 h  | 18            | 18   |
| Larisa Daniela Coşofreţ                                                               | Sprint      | 3:50,32 min   | 10            | 3:45,60 min   | 4             | ausgeschieden | ausgeschieden | ausgeschieden | ausgeschieden | 14   |
| Anca-Alexandra Olaru                                                                  | Einzel      | –             | –             | –             | –             | –             | –             | 1:15:38,94 h  | 17            | 17   |
| Anca-Alexandra Olaru                                                                  | Sprint      | 4:19,93 min   | 21            | 4:20,60 min   | 6             | ausgeschieden | ausgeschieden | ausgeschieden | ausgeschieden | 21   |
| Mixed                                                                                 |             |               |               |               |               |               |               |               |               |      |
| Larisa Daniela Coşofreţ George Petruţ Cotinghiu Anca-Alexandra Olaru Constantin Surdu | Staffel     | –             | –             | –             | –             | –             | –             | 45:11 min     | 11            | 11   |

### Skilanglauf
| Athleten        | Wettbewerbe     | Qualifikation | Qualifikation | Viertelfinale | Viertelfinale | Halbfinale    | Halbfinale    | Finale        | Finale        | Rang |
| Athleten        | Wettbewerbe     | Zeit          | Rang          | Zeit          | Rang          | Zeit          | Rang          | Zeit          | Rang          | Rang |
| --------------- | --------------- | ------------- | ------------- | ------------- | ------------- | ------------- | ------------- | ------------- | ------------- | ---- |
| Jungen          |                 |               |               |               |               |               |               |               |               |      |
| Liviu Hăngănuț  | 10 km klassisch | –             | –             | –             | –             | –             | –             | DNF           | DNF           | DNF  |
| Liviu Hăngănuț  | Sprint Freistil | 3:33,49 min   | 45            | ausgeschieden | ausgeschieden | ausgeschieden | ausgeschieden | ausgeschieden | ausgeschieden | 45   |
| Liviu Hăngănuț  | Langlauf-Cross  | 5:15,15 min   | 73            | ausgeschieden | ausgeschieden | ausgeschieden | ausgeschieden | ausgeschieden | ausgeschieden | 73   |
| Flaviu Păvălean | 10 km klassisch | –             | –             | –             | –             | –             | –             | 34:22,7 min   | 72            | 72   |
| Flaviu Păvălean | Sprint Freistil | 3:35,04 min   | 48            | ausgeschieden | ausgeschieden | ausgeschieden | ausgeschieden | ausgeschieden | ausgeschieden | 48   |
| Flaviu Păvălean | Langlauf-Cross  | 4:55,76 min   | 57            | ausgeschieden | ausgeschieden | ausgeschieden | ausgeschieden | ausgeschieden | ausgeschieden | 57   |
| Mädchen         |                 |               |               |               |               |               |               |               |               |      |
| Dorina Pușcariu | 5 km klassisch  | –             | –             | –             | –             | –             | –             | DNS           | DNS           | DNS  |
| Dorina Pușcariu | Sprint Freistil | 3:29,23 min   | 68            | ausgeschieden | ausgeschieden | ausgeschieden | ausgeschieden | ausgeschieden | ausgeschieden | 68   |
| Dorina Pușcariu | Langlauf-Cross  | 6:20,04 min   | 65            | ausgeschieden | ausgeschieden | ausgeschieden | ausgeschieden | ausgeschieden | ausgeschieden | 65   |
| Adelina Rîmbeu  | 5 km klassisch  | –             | –             | –             | –             | –             | –             | 21:27,6 min   | 72            | 72   |
| Adelina Rîmbeu  | Sprint Freistil | 3:26,03 min   | 65            | ausgeschieden | ausgeschieden | ausgeschieden | ausgeschieden | ausgeschieden | ausgeschieden | 65   |
| Adelina Rîmbeu  | Langlauf-Cross  | 6:10,19 min   | 63            | ausgeschieden | ausgeschieden | ausgeschieden | ausgeschieden | ausgeschieden | ausgeschieden | 63   |

### Skispringen
| Athleten          | Wettbewerb    | 1. Durchgang | 1. Durchgang | 1. Durchgang | 2. Durchgang | 2. Durchgang | 2. Durchgang | Gesamt | Gesamt |
| Athleten          | Wettbewerb    | Weite        | Punkte       | Rang         | Weite        | Punkte       | Rang         | Punkte | Rang   |
| ----------------- | ------------- | ------------ | ------------ | ------------ | ------------ | ------------ | ------------ | ------ | ------ |
| Jungen            |               |              |              |              |              |              |              |        |        |
| Florin Feroiu     | Normalschanze | 72,0 m       | 76,4         | 31           | 66,0 m       | 75,7         | 32           | 152,1  | 31     |
| Robert Săndulescu | Normalschanze | 62,5 m       | 52,0         | 35           | 59,5 m       | 68,2         | 36           | 120,2  | 35     |
| Mädchen           |               |              |              |              |              |              |              |        |        |
| Maria Chindriș    | Normalschanze | 56,5 m       | 61,9         | 29           | 54,5 m       | 34,2         | 32           | 96,1   | 32     |
| Delia Folea       | Normalschanze | 64,0 m       | 64,8         | 26           | 63,0         | 68,0         | 23           | 132,8  | 25     |

### Snowboard
| Athleten                                                            | Wettbewerbe                        | Vorrunde | Viertelfinale | Halbfinale    | Finale        | Rang |
| Athleten                                                            | Wettbewerbe                        | Rang     | Rang          | Rang          | Rang          | Rang |
| ------------------------------------------------------------------- | ---------------------------------- | -------- | ------------- | ------------- | ------------- | ---- |
| Jungen                                                              |                                    |          |               |               |               |      |
| Silviu Popa                                                         | Snowboardcross                     | 11       | –             | ausgeschieden | ausgeschieden | 24   |
| Mixed                                                               |                                    |          |               |               |               |      |
| Mixed Team 12 Zsófia Vincze Marta Rihtaršič Silviu Popa Isbat Hoque | Ski-/Snowboardcross Teamwettbewerb | 2        | 4             | ausgeschieden | ausgeschieden | 15   |